# Лазерно-искровая эмиссионная спектрометрия
Лазерно-искровая эмиссионная спектрометрия (ЛИЭС) — один из методов атомно-эмиссионного спектрального анализа, в котором используют спектры плазмы лазерного пробоя (лазерной искры) для анализа твёрдых образцов, жидкостей, газовых сред, взвешенной пыли и аэрозолей. В англоязычной литературе данный метод именуют Laser-Induced Breakdown Spectroscopy или Laser-Induced Plasma Spectroscopy (LIBS или LIPS).

## Терминология
В англоязычной литературе с начала 60-х и до конца 2000-х не было устоявшегося термина названия метода: laser spark spectroscopy or laser-induced spark spectroscopy, Laser-Induced Plasma Spectroscopy и Laser-Induced Breakdown Spectroscopy. К концу 2000-х в процессе обсуждения терминологии, было выбрано Laser-Induced Breakdown Spectroscopy. Данный выбор связан с более "благоприятной" аббревиатурой LIBS как ключевого слова для поиска в научных и общедоступных системах индексирования (поиск по аббревиатуре LIPS дает результаты относящиеся к парфюмерии).
В русскоязычной литературе до сих пор отсутствует общепринятое название: Лазерно-искровая эмиссионная спектрометрия, спектроскопия лазерно-индуцированной плазмы, лазерно-атомная эмиссионная спектроскопия.
---
Лазерный пробой формируют при фокусировке импульсного лазерного излучения на поверхности образца (или в объёме газа — например, в воздухе). Процесс создания плазмы путём лазерного облучения поверхности образца называют лазерной абляцией.
В настоящее время ЛИЭС бурно развивается в связи с возможностью создания универсальных эмиссионных анализаторов, способных анализировать любые типы образцов (включая микроскопические) на все элементы сразу, с отличным пространственным разрешением по поверхности, причем бесконтактно, не касаясь самих образцов (удалённых объектов), без какой-либо пробоподготовки (в случае гомогенного химического состава материала), работающих в реальном времени в компактном переносном варианте.
В лазерной искре формируется весьма горячая плазма (до 40 тыс. кельвин при концентрации электронов до ~1018 см−3). При этом плазма факела, экстрагируемого из совершенно разных образцов, часто обладает схожими характеристиками.
Использование фемтосекундных лазерных импульсов (короче 1000 фс) предельно упрощает процесс мгновенного испарения и ионизации вещества без влияния теплопередачи по объёму образца и экранирования лазерного излучения плазмой факела, формирование которой происходит уже после окончания лазерного импульса. Эти факторы улучшают воспроизводимость анализа.
Применение ультрафиолетовых лазеров позволяет обеспечить лучшую эффективность и воспроизводимость лазерной абляции и, следовательно, более высокую точность анализа, чем это достижимо при помощи менее сложных и более распространённых инфракрасных лазеров.
В практических приложениях наибольшие сложности вызывают проблемы градуировки и не впечатляющие пределы определения (около 10−3 % с относительной погрешностью 5—10 %). Во многих случаях градуировка остается лишь приблизительной. В случаях анализа материалов, представляющих неоднородные смеси веществ (например руд и металлургических шихт), необходима трудоёмкая пробоподготовка образцов.
С целью снижения пределов определения в ЛИЭС иногда используются сдвоенные лазерные импульсы. В идеальном варианте первым коротким ультрафиолетовым импульсом производится лазерная экстракция (создаётся факел), а вторым, более длинным, инфракрасным импульсом производится дополнительный нагрев плазмы факела.
Плазму лазерной искры можно использовать не только как источник эмиссионных спектров, но и как атомизатор-ионизатор для масс-спектрометрической регистрации ионов. Это уже другой метод — метод лазерно-искровой масс-спектрометрии (ЛИМС), или лазерной микромасс-спектрометрии. Обычно в методе ЛИМС применяют время-пролётные масс-спектрометры, чтобы импульсный характер лазерной искры сочетался с импульсным отбором ионов.